# Canthocamptus semicirculus
Canthocamptus semicirculus is een eenoogkreeftjessoort uit de familie van de Canthocamptidae. De wetenschappelijke naam van de soort is voor het eerst geldig gepubliceerd in 1994 door Kikuchi in Kikuchi & Ishida.